# Аматорський театр (журнал)
«Аматорський театр» — україномовний журнал, що видавався у Львові упродовж 1925—1927 років комісією товариства «Просвіти». Був присвячений питанням самодіяльного театру. У 1925 році виходив поквартально, з 1926 року — кожного місяця. Редактором видання був Семен Магаляс. Мав щомісячний додаток — «Театральна бібліотека» (редактор Григорій Гануляк).
У журналі публікувалися стислі змісти рекомендованих п'єс, характеристики дійових осіб, сценічної обстановки, мізансцен, костюмів, поради щодо техніки гримування, виготовлення реквізиту, бутафорії тощо, а також матеріали з питань акторської майстерності, режисури; висвітлював історію аматорського руху, публікував хроніку, короткі рецензії на вистави самодіяльних колективів, інформацію про нові драматичні надходження. В ньому вперше було надруковано статтю Миколи Вороного «Режисер».